# Notospartium carmichaeliae
Notospartium carmichaeliae är en ärtväxtart som beskrevs av Joseph Dalton Hooker. Notospartium carmichaeliae ingår i släktet Notospartium och familjen ärtväxter. Inga underarter finns listade i Catalogue of Life.
Arten förekommer i regionen Marlborough på Sydön i Nya Zeeland. Den växer där i dalgångar. För beståndet är inga hot kända. IUCN kategoriserar arten globalt som livskraftig.